# 施洛伊辛根
施洛伊辛根（德語：Schleusingen，發音：[ˈʃlɔʏzɪŋən] ⓘ）是德国图林根州希尔德堡豪森县的城市，面积125.56平方千米，2023年12月31日人口为10,449人。